# Masangan Kulon
Masangan Kulon is een bestuurslaag in het regentschap Sidoarjo van de provincie Oost-Java, Indonesië. Masangan Kulon telt 11.634 inwoners (volkstelling 2010).